# Personalized Medicine (Zeitschrift)
Personalized Medicine, abgekürzt Pers. Med., ist eine wissenschaftliche Fachzeitschrift, die vom Future Medicine-Verlag veröffentlicht wird. Die Zeitschrift erscheint mit acht Ausgaben im Jahr. Es werden Arbeiten veröffentlicht, die sich mit Fragestellungen der personalisierten Medizin beschäftigen.
Der Impact Factor lag im Jahr 2014 bei 1,336. Nach der Statistik des ISI Web of Knowledge wird das Journal mit diesem Impact Factor in der Kategorie Pharmakologie und Pharmazie an 189. Stelle von 254 Zeitschriften geführt.